# Ghiselle

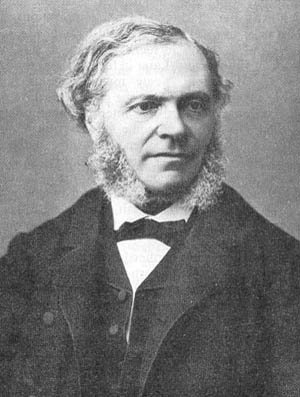
César Franck

Ghiselle är en opera med musik av César Franck och libretto av Gilbert Augustin Thierry, son till Amédée Thierry.

## Historia
Franck började komponera operan på hösten 1888 och den sista sidan av klaverutdraget är daterad till den 21 september 1889. Han orkestrerade första akten själv; återstoden gjordes av hans elever Pierre de Bréville, Ernest Chausson, Vincent d'Indy, Samuel Rousseau och Arthur Coquard till den postuma premiären (i Monte Carlo).
Handlingen utspelas på 500-talet och även om den inte lever upp till standarden av "ett mord per akt" som Francks tidigare opera Hulda (1886), är den rik på våldsamma händelser och slutar med ett dubbelt självmord.

## Personer
| Roller                                                        | Röststämma       | Premiärbesättning 30 mars 1896 (Dirigent: Léon Jehin) |
| ------------------------------------------------------------- | ---------------- | ----------------------------------------------------- |
| Ghiselle, en austrasisk prinsessa                             | sopran           | Emma Eames                                            |
| Gudrune                                                       | Mezzosopran      | Blanche Deschamps-Jéhin                               |
| Frédegonde, regent av Neustrien och Ghiselles tillfångatagare | dramatisk sopran | Ada Adini                                             |
| Gouthram                                                      | tenor            | Edmonde Vergnet                                       |
| Theudébert                                                    | baryton          | Léon Melchissédec                                     |
| Biskop Ambrosius                                              | bas              | L. Mauzin                                             |